# Sportverein Waldhof Mannheim 07 1994-1995
Questa voce raccoglie le informazioni riguardanti lo Sportverein Waldhof Mannheim 07 nelle competizioni ufficiali della stagione 1994-1995.

## Stagione
Nella stagione 1994-1995 il Mannheim, allenato da Uli Stielike, concluse il campionato di 2. Bundesliga al 5º posto. In Coppa di Germania il Mannheim fu eliminato al secondo turno dal Karlsruhe.

## Rosa
| N. |                      | Ruolo | Calciatore        |
| -- | -------------------- | ----- | ----------------- |
|    | Germania (bandiera)  | P     | Andreas Clauß     |
|    | Finlandia (bandiera) | P     | Kari Laukkanen    |
|    | Germania (bandiera)  | D     | Enrico Barth      |
|    | Germania (bandiera)  | D     | Thomas Faulstich  |
|    | Germania (bandiera)  | D     | Andreas Fellhauer |
|    | Germania (bandiera)  | D     | Michael Köpper    |
|    | Germania (bandiera)  | D     | Harald Preuß      |
|    | Germania (bandiera)  | D     | Frank Scheuber    |
|    | Germania (bandiera)  | D     | Andreas Wagenhaus |
|    | Germania (bandiera)  | C     | Matthias Dehoust  |
|    | Germania (bandiera)  | C     | Fabrizio Hayer    |
|    | Germania (bandiera)  | C     | René Hecker       |
|    | Germania (bandiera)  | C     | Norbert Hofmann   |
|    | Germania (bandiera)  | C     | Steven Jones      |

| N. |                      | Ruolo | Calciatore           |
| -- | -------------------- | ----- | -------------------- |
|    | Germania (bandiera)  | C     | Torsten Lieberknecht |
|    | Germania (bandiera)  | C     | Norbert Nachtweih    |
|    | Germania (bandiera)  | C     | Mirko Reichel        |
|    | Germania (bandiera)  | C     | Manfred Schnalke     |
|    | Serbia (bandiera)    | C     | Slaven Stanic        |
|    | Germania (bandiera)  | C     | Michael Zeyer        |
|    | Serbia (bandiera)    | A     | Željko Dakić         |
|    | Germania (bandiera)  | A     | Thomas Epp           |
|    | Finlandia (bandiera) | A     | Petri Järvinen       |
|    | Germania (bandiera)  | A     | Jörg Kirsten         |
|    | Russia (bandiera)    | A     | Dmitriy Petrenko     |
|    | Germania (bandiera)  | A     | Gustav Policella     |
|    | Germania (bandiera)  | A     | Danny Winkler        |

## Organigramma societario
Area tecnica
- Allenatore: Uli Stielike
- Allenatore in seconda:
- Preparatore dei portieri:
- Preparatori atletici:

## Calciomercato

### Sessione estiva
| Acquisti | Acquisti             | Acquisti       | Acquisti |
| R.       | Nome                 | da             | Modalità |
| -------- | -------------------- | -------------- | -------- |
| A        | Željko Dakić         | Uerdingen 05   |          |
| C        | Fabrizio Hayer       | Magonza        |          |
| A        | Petri Järvinen       | FinnPa         |          |
| C        | Torsten Lieberknecht | Kaiserslautern |          |
| C        | Mirko Reichel        | Erzgebirge Aue |          |
| D        | Andreas Wagenhaus    | Fenerbahçe     |          |

| Cessioni | Cessioni      | Cessioni        | Cessioni |
| R.       | Nome          | a               | Modalità |
| -------- | ------------- | --------------- | -------- |
| C        | Henrik Larsen | Lyngby          |          |
| C        | Tom Stohn     | Wehen Wiesbaden |          |

### Sessione invernale
| Acquisti | Acquisti | Acquisti | Acquisti |
| R.       | Nome     | da       | Modalità |
| -------- | -------- | -------- | -------- |

| Cessioni | Cessioni | Cessioni | Cessioni |
| R.       | Nome     | a        | Modalità |
| -------- | -------- | -------- | -------- |

## Risultati

### 2. Bundesliga

#### Girone di andata
| Norimberga 22 agosto 1994, ore 20:15 CEST 1ª giornata | Norimberga | 0 – 0 referto | Waldhof Mannheim | Frankenstadion (19 500 spett.)\| Arbitro: \| Strigel \| |
| Arbitro:                                              | Strigel    |               |                  |                                                         |

| Arbitro: | Kemmling |

|                                 |           |  |
| Zeyer 41’ Reichel 43’ Hayer 82’ | Marcatori |  |

| Arbitro: | Wiesel |

|               |           |              |
| Scharping 37’ | Marcatori | 55’ Järvinen |

| Arbitro: | Müller |

|                                 |           |  |
| Kirsten 23’, 45’, 90’ Zeyer 87’ | Marcatori |  |

| Arbitro: | Krug |

|              |           |              |
| Bertalan 13’ | Marcatori | 53’ Schnalke |

| Arbitro: | Fandel |

|                              |           |                              |
| Köpper 33’ Hayer 56’ Epp 77’ | Marcatori | 50’ Grevelhörster 90’ Molnar |

| Arbitro: | Friedrichs |

|            |           |            |
| Korell 90’ | Marcatori | 2’ Hofmann |

| Arbitro: | Ziller |

|                   |           |                |
| Epp 53’ Hayer 71’ | Marcatori | 29’, 90’ Reich |

| Arbitro: | Steinborn |

|  |           |        |
|  | Marcatori | 4’ Epp |

| Arbitro: | Berg |

|  |           |                             |
|  | Marcatori | 45’ Lottner 52’, 90’ Präger |

| Mannheim 29 ottobre 1994, ore 15:30 CET 11ª giornata | Waldhof Mannheim | 0 – 0 referto | Meppen | Carl-Benz-Stadion (8 000 spett.)\| Arbitro: \| Fleske \| |
| Arbitro:                                             | Fleske           |               |        |                                                          |

| Arbitro: | Gettke |

|             |           |  |
| Turnier 85’ | Marcatori |  |

| Arbitro: | Heynemann |

|             |           |  |
| Kirsten 65’ | Marcatori |  |

| Arbitro: | Hotop |

|           |           |             |
| Shala 55’ | Marcatori | 3’ Petrenko |

| Arbitro: | Byernetzky |

|                        |           |                       |
| Petrenko 26’ Preuß 65’ | Marcatori | 37’ Götz 83’ Schmugge |

| Arbitro: | Brandt-Chollé |

|                       |           |                          |
| Preetz 1’ Wolters 17’ | Marcatori | 42’ Reichel 59’ Petrenko |

| Arbitro: | Domurat |

|                     |           |                      |
| Epp 78’ Kirsten 81’ | Marcatori | 15’ (aut.) Nachtweih |

#### Girone di ritorno
| Arbitro: | Kasper |

|                     |           |             |
| Dakić 24’ Hayer 90’ | Marcatori | 58’ Zietsch |

| Berlino 24 febbraio 1995, ore 19:30 CET 19ª giornata | Hertha Berlino | 0 – 0 referto | Waldhof Mannheim | Stadio Olimpico (6 900 spett.)\| Arbitro: \| Krug \| |
| Arbitro:                                             | Krug           |               |                  |                                                      |

| Arbitro: | Habermann |

|                           |           |               |
| Dehoust 70’ Wagenhaus 90’ | Marcatori | 61’ Scharping |

| Arbitro: | Aust |

|           |           |             |
| Klopp 19’ | Marcatori | 43’ Dehoust |

| Arbitro: | Weber |

|                       |           |            |
| Kirsten 56’ Hayer 61’ | Marcatori | 80’ Hermel |

| Arbitro: | Rüdiger |

|  |           |                                   |
|  | Marcatori | 32’ Kirsten 37’ Hayer 87’ Reichel |

| Arbitro: | Albrecht |

|                                |           |           |
| Hayer 8’, 15’ Kirsten 30’, 42’ | Marcatori | 60’ Ruoff |

| Wolfsburg 8 aprile 1995, ore 15:30 CEST 25ª giornata | Wolfsburg | 0 – 0 referto | Waldhof Mannheim | VfL-Stadion am Elsterweg (7 000 spett.)\| Arbitro: \| Jansen \| |
| Arbitro:                                             | Jansen    |               |                  |                                                                 |

| Arbitro: | Hauer |

|  |           |                              |
|  | Marcatori | 64’ Chałaśkiewicz 90’ Mencel |

| Arbitro: | Pohlmann |

|  |           |                         |
|  | Marcatori | 5’ Järvinen 85’ Hofmann |

| Meppen 30 aprile 1995, ore 15:00 CEST 28ª giornata | Meppen | 0 – 0 referto | Waldhof Mannheim | Emslandstadion (15 000 spett.)\| Arbitro: \| Koop \| |
| Arbitro:                                           | Koop   |               |                  |                                                      |

| Arbitro: | Strampe |

|                   |           |                                   |
| Rische 22’ (aut.) | Marcatori | 31’ Rische 44’ Hoffmann 85’ Kujat |

| Arbitro: | Steinborn |

|           |           |           |
| Voigt 42’ | Marcatori | 36’ Hayer |

| Arbitro: | Friedrichs |

|                                     |           |  |
| Wagenhaus 25’ Kirsten 43’ Zeyer 44’ | Marcatori |  |

| Arbitro: | Merk |

|                                   |           |  |
| Moore 39’, 77’, 83’ Stickroth 62’ | Marcatori |  |

| Arbitro: | Osmers |

|             |           |            |
| Kirsten 33’ | Marcatori | 84’ Ridder |

| Arbitro: | Fischer |

|                   |           |                          |
| Gütschow 10’, 41’ | Marcatori | 61’ Järvinen 67’ Kirsten |

### Coppa di Germania
| Arbitro: | Berg |

|            |           |                         |
| Stulin 24’ | Marcatori | 65’ Järvinen 74’ Köpper |

| Arbitro: | Scheuerer |

|                          |                      |                                           |
| Carl 77’                 | Marcatori            | 1’ Reichel                                |
| Bilić Tarnat Carl Häßler | Tiri di rigore 3 – 2 | Köpper Nachtweih Reichel Järvinen Kirsten |

## Statistiche

### Statistiche di squadra
| Competizione      | Punti | In casa | In casa | In casa | In casa | In casa | In casa | In trasferta | In trasferta | In trasferta | In trasferta | In trasferta | In trasferta | Totale | Totale | Totale | Totale | Totale | Totale | DR  |
| Competizione      | Punti | G       | V       | N       | P       | Gf      | Gs      | G            | V            | N            | P            | Gf           | Gs           | G      | V      | N      | P      | Gf     | Gs     | DR  |
| ----------------- | ----- | ------- | ------- | ------- | ------- | ------- | ------- | ------------ | ------------ | ------------ | ------------ | ------------ | ------------ | ------ | ------ | ------ | ------ | ------ | ------ | --- |
| 2. Bundesliga     | 55    | 17      | 10      | 4       | 3       | 32      | 20      | 17           | 3            | 12           | 2            | 16           | 15           | 34     | 13     | 16     | 5      | 48     | 35     | +13 |
| Coppa di Germania | -     | 0       | 0       | 0       | 0       | 0       | 0       | 2            | 1            | 1            | 0            | 3            | 2            | 2      | 1      | 1      | 0      | 3      | 2      | +1  |
| Totale            | 55    | 17      | 10      | 4       | 3       | 32      | 20      | 19           | 4            | 13           | 2            | 19           | 17           | 36     | 14     | 17     | 5      | 51     | 37     | +14 |

### Andamento in campionato
| Giornata  | 1 | 2 | 3 | 4 | 5 | 6 | 7 | 8 | 9 | 10 | 11 | 12 | 13 | 14 | 15 | 16 | 17 | 18 | 19 | 20 | 21 | 22 | 23 | 24 | 25 | 26 | 27 | 28 | 29 | 30 | 31 | 32 | 33 | 34 |
| --------- | - | - | - | - | - | - | - | - | - | -- | -- | -- | -- | -- | -- | -- | -- | -- | -- | -- | -- | -- | -- | -- | -- | -- | -- | -- | -- | -- | -- | -- | -- | -- |
| Luogo     | T | C | T | C | T | C | T | C | T | C  | C  | T  | C  | T  | C  | T  | C  | C  | T  | C  | T  | C  | T  | C  | T  | C  | T  | T  | C  | T  | C  | T  | C  | T  |
| Risultato | N | V | N | V | N | V | N | N | V | P  | N  | P  | V  | N  | N  | N  | V  | V  | N  | V  | N  | V  | V  | V  | N  | P  | V  | N  | P  | N  | V  | P  | N  | N  |
| Posizione | 9 | 3 | 6 | 4 | 5 | 2 | 2 | 3 | 1 | 3  | 3  | 4  | 4  | 5  | 6  | 6  | 5  | 5  | 4  | 3  | 3  | 2  | 1  | 1  | 1  | 1  | 1  | 1  | 2  | 2  | 2  | 3  | 4  | 5  |

Legenda:

Luogo: C = Casa; T = Trasferta. Risultato: V = Vittoria; N = Pareggio; P = Sconfitta.

### Statistiche dei giocatori
| Giocatore       | 2. Bundesliga | 2. Bundesliga | 2. Bundesliga | 2. Bundesliga | Coppa di Germania | Coppa di Germania | Coppa di Germania | Coppa di Germania | Totale   | Totale | Totale      | Totale     |
| Giocatore       | Presenze      | Reti          | Ammonizioni   | Espulsioni    | Presenze          | Reti              | Ammonizioni       | Espulsioni        | Presenze | Reti   | Ammonizioni | Espulsioni |
| --------------- | ------------- | ------------- | ------------- | ------------- | ----------------- | ----------------- | ----------------- | ----------------- | -------- | ------ | ----------- | ---------- |
| E. Barth        | 12            | 0             | 3             | 0             | 0                 | 0                 | 0                 | 0                 | 12       | 0      | 3           | 0          |
| A. Clauß        | 3             | 0             | 0             | 0             | 1                 | 0                 | 0                 | 0                 | 4        | 0      | 0           | 0          |
| Ž. Dakić        | 13            | 1             | 2             | 0             | 0                 | 0                 | 0                 | 0                 | 13       | 1      | 2           | 0          |
| M. Dehoust      | 18            | 2             | 3             | 1             | 0                 | 0                 | 0                 | 0                 | 18       | 2      | 3           | 1          |
| T. Epp          | 14            | 4             | 2             | 1             | 1                 | 0                 | 0                 | 0                 | 15       | 4      | 2           | 1          |
| T. Faulstich    | 0             | 0             | 0             | 0             | 0                 | 0                 | 0                 | 0                 | 0        | 0      | 0           | 0          |
| A. Fellhauer    | 0             | 0             | 0             | 0             | 0                 | 0                 | 0                 | 0                 | 0        | 0      | 0           | 0          |
| F. Hayer        | 31            | 9             | 6             | 1             | 2                 | 0                 | 0                 | 0                 | 33       | 9      | 6           | 1          |
| R. Hecker       | 27            | 0             | 3             | 0             | 1                 | 0                 | 0                 | 0                 | 28       | 0      | 3           | 0          |
| N. Hofmann      | 32            | 2             | 2             | 0             | 2                 | 0                 | 1                 | 0                 | 34       | 2      | 3           | 0          |
| S. Jones        | 0             | 0             | 0             | 0             | 0                 | 0                 | 0                 | 0                 | 0        | 0      | 0           | 0          |
| P. Järvinen     | 20            | 3             | 5             | 0             | 2                 | 1                 | 0                 | 0                 | 22       | 4      | 5           | 0          |
| J. Kirsten      | 25            | 12            | 0             | 0             | 2                 | 0                 | 1                 | 0                 | 27       | 12     | 1           | 0          |
| M. Köpper       | 31            | 1             | 12            | 0             | 2                 | 1                 | 0                 | 0                 | 33       | 2      | 12          | 0          |
| K. Laukkanen    | 31            | 0             | 0             | 0             | 2                 | 0                 | 0                 | 0                 | 33       | 0      | 0           | 0          |
| T. Lieberknecht | 22            | 0             | 5             | 0             | 2                 | 0                 | 0                 | 0                 | 24       | 0      | 5           | 0          |
| N. Nachtweih    | 30            | 0             | 2             | 0             | 2                 | 0                 | 0                 | 0                 | 32       | 0      | 2           | 0          |
| D. Petrenko     | 17            | 3             | 0             | 0             | 1                 | 0                 | 0                 | 0                 | 18       | 3      | 0           | 0          |
| G. Policella    | 0             | 0             | 0             | 0             | 0                 | 0                 | 0                 | 0                 | 0        | 0      | 0           | 0          |
| H. Preuß        | 12            | 1             | 4             | 0             | 1                 | 0                 | 0                 | 0                 | 13       | 1      | 4           | 0          |
| M. Reichel      | 31            | 3             | 8             | 1             | 2                 | 1                 | 0                 | 0                 | 33       | 4      | 8           | 1          |
| F. Scheuber     | 1             | 0             | 0             | 0             | 0                 | 0                 | 0                 | 0                 | 1        | 0      | 0           | 0          |
| M. Schnalke     | 16            | 1             | 2             | 0             | 2                 | 0                 | 0                 | 0                 | 18       | 1      | 2           | 0          |
| S. Stanic       | 1             | 0             | 0             | 0             | 0                 | 0                 | 0                 | 0                 | 1        | 0      | 0           | 0          |
| A. Wagenhaus    | 18            | 2             | 3             | 1             | 0                 | 0                 | 0                 | 0                 | 18       | 2      | 3           | 1          |
| D. Winkler      | 0             | 0             | 0             | 0             | 0                 | 0                 | 0                 | 0                 | 0        | 0      | 0           | 0          |
| M. Zeyer        | 33            | 3             | 3             | 0             | 2                 | 0                 | 0                 | 0                 | 35       | 3      | 3           | 0          |